# Arrêt Bosphorus
Affaire Bosphorus Airlines Hava Yolları Turizm ve Ticaret Anonim Şirketi contre Irlande
L’arrêt Bosphorus (req. n° 45036/98) est une décision de la grande chambre de la Cour européenne des droits de l'homme (CEDH) prise le 30 juin 2005 concernant l’affaire Bosphorus Airlines Hava Yolları Turizm ve Ticaret Anonim Şirketi contre Irlande, dans laquelle la Cour se déclare compétente pour vérifier la conformité d'une mesure nationale d'application d'un règlement communautaire au regard de la Convention. Elle fonde sa décision sur la marge d'appréciation laissée aux États dans l'application de ces règlements.
Cette décision intervient au lendemain du référendum français et néerlandais sur le traité établissant une Constitution pour l'Europe : les travaux à ce sujet, qui concernaient notamment l'adhésion de l'Union européenne à la Convention européenne des droits de l'homme, expliquent probablement la lenteur de la procédure et la date de la décision.

## Faits
La Cour avait été saisie le 25 mars 1997 par Bosphorus Airways, une société turque, qui introduisait une requête contre l'Irlande sur le fondement de l'ancien article 25 de la Convention européenne des droits de l'homme, l'accusant d'avoir violé ses droits par la saisie de l'aéronef qu'elle avait loué en dry lease auprès de Yugoslav Airlines (en). L'aéronef (Boeing 737) était alors légalement immatriculé en Turquie.
À partir de 1991, les Nations unies adoptèrent des sanctions contre l'ex-République fédérative de Yougoslavie (Serbie et Monténégro) en réponse au conflit armé. La résolution 820 du Conseil de sécurité de l'ONU, du 17 avril 1993, énonçait que les États saisiraient tout aéronef se trouvant sur leur territoire « dans lesquels une personne ou une entreprise de la [RFY] ou opérant à partir de celle-ci dét[enait] un intérêt majoritaire ou prépondérant ». Cette résolution fut mise en œuvre par le règlement (CEE) n° 990/93.
Le 28 mai 1993, l'aéronef loué par Bosphorus fut immobilisé à l'aéroport de Dublin, suivi peu après du second aéronef loué par la société. Le 4 juin, l'Irlande édicte le statutory instrument n° 144 en exécution du règlement communautaire n° 990/93. Celui-là précise quelles sont les sanctions prévues en cas de violation de l'obligation de se conformer au règlement communautaire. Saisi par l'Irlande et la Turquie, le comité des sanctions de l'ONU estime le 8 juin 1993 que la saisie de l'aéronef s'impose, ce qui est immédiatement fait.
Saisie par Bosphorus Airlines qui s'estime lésé, la haute cour irlandaise déclare le 21 juin 1994 l'inapplicabilité du règlement communautaire au cas d'espèce, ce qui n'empêche pas le ministère irlandais des transports de saisir à nouveau l'appareil. Saisie par les autorités irlandaises, la cour suprême irlandaise pose une question préjudicielle à la Cour de justice des communautés européennes (CJCE), qui donne sa réponse le 30 juillet 1996.
La CJCE contredit la High Court, et déclare que :
« l’importance des objectifs poursuivis par la réglementation litigieuse est de nature à justifier des conséquences négatives, même considérables, pour certains opérateurs. Les dispositions du règlement n° 990/93 contribuent notamment à la mise en œuvre au niveau de la Communauté des sanctions contre la République fédérative de Yougoslavie, qui ont été décidées et ensuite renforcées par plusieurs résolutions du Conseil de sécurité des Nations unies. [...] Au regard d’un objectif d’intérêt général aussi fondamental pour la communauté internationale qui consiste à mettre un terme à l’état de guerre dans la région et aux violations massives des droits de l’homme et du droit international humanitaire dans la république de Bosnie-Herzégovine, la saisie de l’aéronef en question qui est la propriété d’une personne ayant son siège dans la république fédérative de Yougoslavie ou opérant depuis cette république ne saurait passer pour inadéquate ou disproportionnée. »
Après l'adoption de la résolution 943 (1994) qui suspend temporairement les sanctions, la société dépose un nouveau recours contre la deuxième saisie de l'aéronef. La haute cour lui donne raison en annulant la décision ministérielle, arrêt confirmé en 1996 par la cour suprême, tandis que la société se pourvoit, en 1997, devant la CEDH.
Le 13 septembre 2001, la requête est déclarée recevable.

## Précédents
La Commission européenne des droits de l'homme avait déjà eu l'occasion d'affirmer, dans la décision M& co. c. RFA (1990), au sujet du transfert de pouvoir dans le cadre du droit communautaire, que :

« le transfert de pouvoirs à une organisation internationale n’est pas incompatible avec la Convention à condition que dans cette organisation, les droits fondamentaux reçoivent une protection équivalente »

Par ailleurs, dans l'arrêt Matthews, la CEDH avait qualifié la Convention d'« instrument constitutionnel de l’ordre public européen dans le domaine des droits de l’homme ».

## Arrêt
La CEDH a eu d'abord à identifier l'auteur ou la norme responsable. Elle a derechef écarté de cet examen la résolution du Conseil de sécurité des Nations unies, s'attachant au rapport entre droit communautaire, application nationale de celui-ci, et la Convention européenne des droits de l'homme. Finalement, elle s'est estimée compétente pour contrôler l'application des normes communautaires lorsqu'une marge nationale d'appréciation était laissée à l'État membre de l'UE.
En l'espèce, elle a estimé (§ 148) :
« que l'atteinte litigieuse ne procédait pas de l'exercice par les autorités irlandaises d'un quelconque pouvoir d'appréciation, que ce soit au titre du droit communautaire ou au titre du droit irlandais, mais plutôt du respect par l'État irlandais de ses obligations juridiques résultant du droit communautaire et, en particulier, de l'article 8 du règlement (CEE) n° 990/93. »
Elle a ensuite estimé qu'il convenait (§ 151) :
« de rechercher si et, le cas échéant, dans quelle mesure l'important intérêt général qu'il y avait pour l'État irlandais de respecter les obligations communautaires peut justifier l'atteinte portée par lui aux droits de propriété de la société requérante. »
Elle a fini par débouter le plaignant, considérant (§ 166) « qu'il n'y a eu aucun dysfonctionnement du mécanisme de contrôle du respect des droits garantis par la Convention » et que :
« l'on ne saurait considérer que la protection des droits de la société requérante garantis par la Convention était entachée d'une insuffisance manifeste, de sorte que ladite présomption de respect de la Convention par l'État défendeur n'a pas été renversée. »
Ses considérations relatives au « niveau de protection équivalent » des droits fondamentaux assurés par le droit communautaire, par rapport à celui assuré par la Convention (§ 162-164), ont pu toutefois être jugées par certains auteurs comme insuffisantes, notamment au regard des restrictions importantes apportées au recours en annulation déposés devant la CJCE vis-à-vis des particuliers.